# Ted Ross
Theodore „Ted“ Ross Roberts (* 30. Juni 1934 in Zanesville, Ohio; † 3. September 2002 in Dayton, Ohio) war ein US-amerikanischer Schauspieler.

## Leben
Ted Ross war ein afro-amerikanischer Schauspieler, der seit seinem siebten Lebensjahr in Dayton, Ohio lebte. Seine bekannteste Filmrolle war 1978 die des Löwen in The Wiz – Das zauberhafte Land an der Seite von Diana Ross und Michael Jackson. Er spielte diese Rolle bereits in der Broadwayaufführung des Musicals 1975. Weitere bekannte Filme waren Ragtime von Miloš Forman und Arthur – Kein Kind von Traurigkeit, in dem er an der Seite von Dudley Moore und Liza Minnelli agierte. Seinen letzten Filmauftritt absolvierte er 1991 in Terry Gilliams Drama König der Fischer.

## Filmografie

### Filme
- 1976: The Bingo Long Traveling All-Stars & Motor Kings
- 1977: The Fourth King (Kurzfilm)
- 1977: Minstrel Man (Fernsehfilm)
- 1978: Wiz on Down the Road (Kurzfilm)
- 1978: The Wiz – Das zauberhafte Land (The Wiz)
- 1980: F.D.R.: The Last Year (Fernsehfilm)
- 1980: Verurteilt zum Tode (Death Penalty, Fernsehfilm)
- 1981: Purlie (Fernsehfilm)
- 1981: Ragtime
- 1981: Arthur – Kein Kind von Traurigkeit (Arthur)
- 1982: Amityville II – Der Besessene (Amityville II: The Possession)
- 1982: High Five (Fernsehfilm)
- 1982: Tödliche Abrechnung (Fighting Back)
- 1982: Parole (Fernsehfilm)
- 1983: The Wiz (Video)
- 1984: Police Academy – Dümmer als die Polizei erlaubt (Police Academy)
- 1988: Arthur 2: On the Rocks
- 1988: Katies Sehnsucht  (Stealing Home )
- 1991: König der Fischer (The Fisher King )

### Fernsehserien
- 1976–1977: Sirota's Court (13 Folgen)
- 1978: Die Jeffersons (1 Folge)
- 1982: Benson (1 Folge)
- 1985: MacGruder and Loud
- 1986: What's Happening Now! (1 Folge)
- 1986: Der Equalizer (1 Folge)
- 1987: Die Bill Cosby Show (The Cosby Show, 1 Folge)
- 1987: 227 (1 Folge)
- 1987–1988: College Fieber (2 Folgen)